# Port au Choix

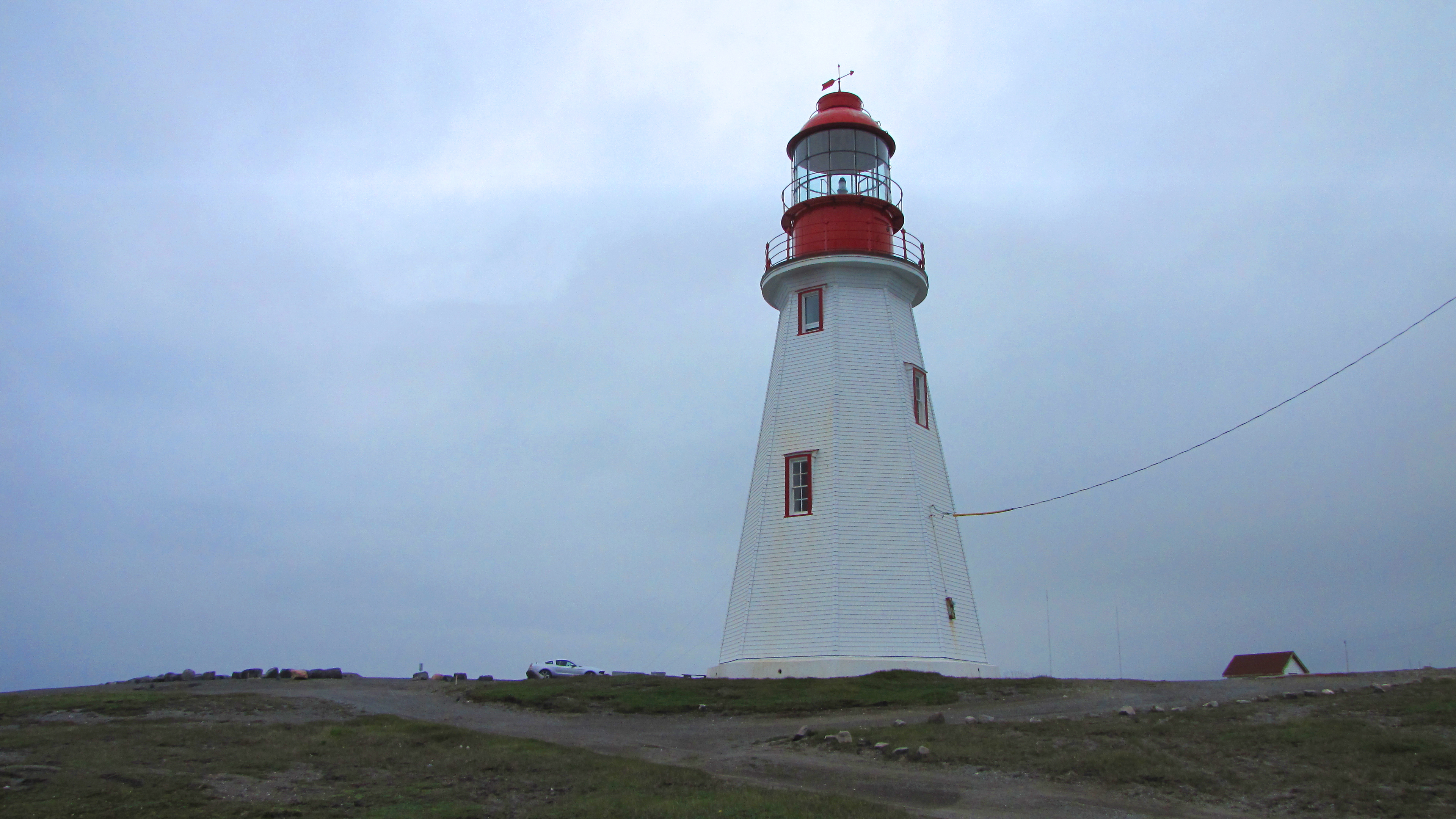
Farol de Port aux Choix

Port au Choix ou Port aux Choix é uma pequena cidade localizada na província canadense de Terra Nova e Labrador. Em 2006, tinha uma população de 893 habitantes.